# Shirley Fry
Shirley June Fry Irvin (Akron, 30 de junho de 1927 – 13 de julho de 2021) foi uma tenista estadunidense.

## Biografia
Ganhou dezessete Grand Slam durante a carreira, sendo quatro em simples e treze em duplas.
Fry é uma das dezessete pessoas que ganharam cada torneio em simples do Grand Slam pelo menos uma vez durante a carreira. As outras são Maureen Connolly, Margaret Jean Court, Steffi Graf, Doris Hart, Billie Jean King, Martina Navratilova, Chris Evert, Serena Williams, Donald Budge, Rod Laver, Fred Perry, Roy Emerson, Andre Agassi, Roger Federer, Rafael Nadal e Maria Sharapova.
Fry também é uma das sete pessoas a ter ganho cada torneio do Grand Slam em duplas do mesmo sexo. Os outros são Serena Williams, Venus Williams, Doris Hart, Margaret Jean Court, Martina Navratilova e Roy Emerson.
No Campeonato dos Estados Unidos em 1942, Irvin alcançou as quartas de final de simples com a idade de 15 anos.
Foi introduzida ao International Tennis Hall of Fame em 1970.
Fry morreu em 13 de julho de 2021, aos 94 anos de idade.

## Registro nosGrand Slam
- Open da Austrália
  - Campeã em simples: 1957[1]
  - Campeã em duplas: 1957

- Torneio de Roland Garros
  - Campeã em simples: 1951[1]
  - Vice-campeã em simples: 1948, 1952
  - Campeã em duplas: 1950, 1951, 1952, 1953
  - Vice-campeã em duplas: 1948
  - Vice-campeã em duplas mistas: 1952

- Wimbledon
  - Campeã em simples: 1956[1]
  - Vice-campeã em simples: 1951
  - Campeã em duplas: 1951, 1952, 1953
  - Vice-campeã em duplas: 1950, 1954
  - Campeã em duplas mistas: 1956
  - Vice-campeã em duplas mistas: 1953

- US Open
  - Campeã em simples: 1956[1]
  - Vice-campeã em simples: 1951
  - Campeã em duplas: 1951, 1952, 1953, 1954
  - Vice-campeã em duplas: 1949, 1950, 1955, 1956
  - Vice-campeã em duplas mistas: 1951, 1955